# جیمز کراکنل
جیمز کراکنل (انگلیسی: James Cracknell؛ زادهٔ ۵ مهٔ ۱۹۷۲) قایقران روئینگ اهل بریتانیا است.